# IJzeren Veld
Het IJzeren Veld is een natuurgebied van het Goois Natuurreservaat ten oosten van Bussum op grondgebied van de gemeente Huizen. Het gebied bestaat uit zware beuken, holle paden en open plekken met akkers. Het wordt begrensd door de Oud Bussumerweg en de Crailoseweg (N527). De herkomst van de naam is onbekend.